# Philippinocorynus pallidipes
Philippinocorynus pallidipes is een keversoort uit de familie bladrolkevers (Attelabidae). De wetenschappelijke naam van de soort werd in 1922 gepubliceerd door Eduard Voss.